# Euryischia unmaculatipennis
Euryischia unmaculatipennis är en stekelart som beskrevs av Girault 1913. Euryischia unmaculatipennis ingår i släktet Euryischia och familjen växtlussteklar. Inga underarter finns listade i Catalogue of Life.